# Welf I.

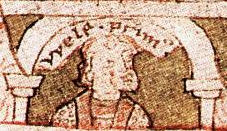
Welf I. im Welfenstammbaum der Historia Welforum (12. Jh.)

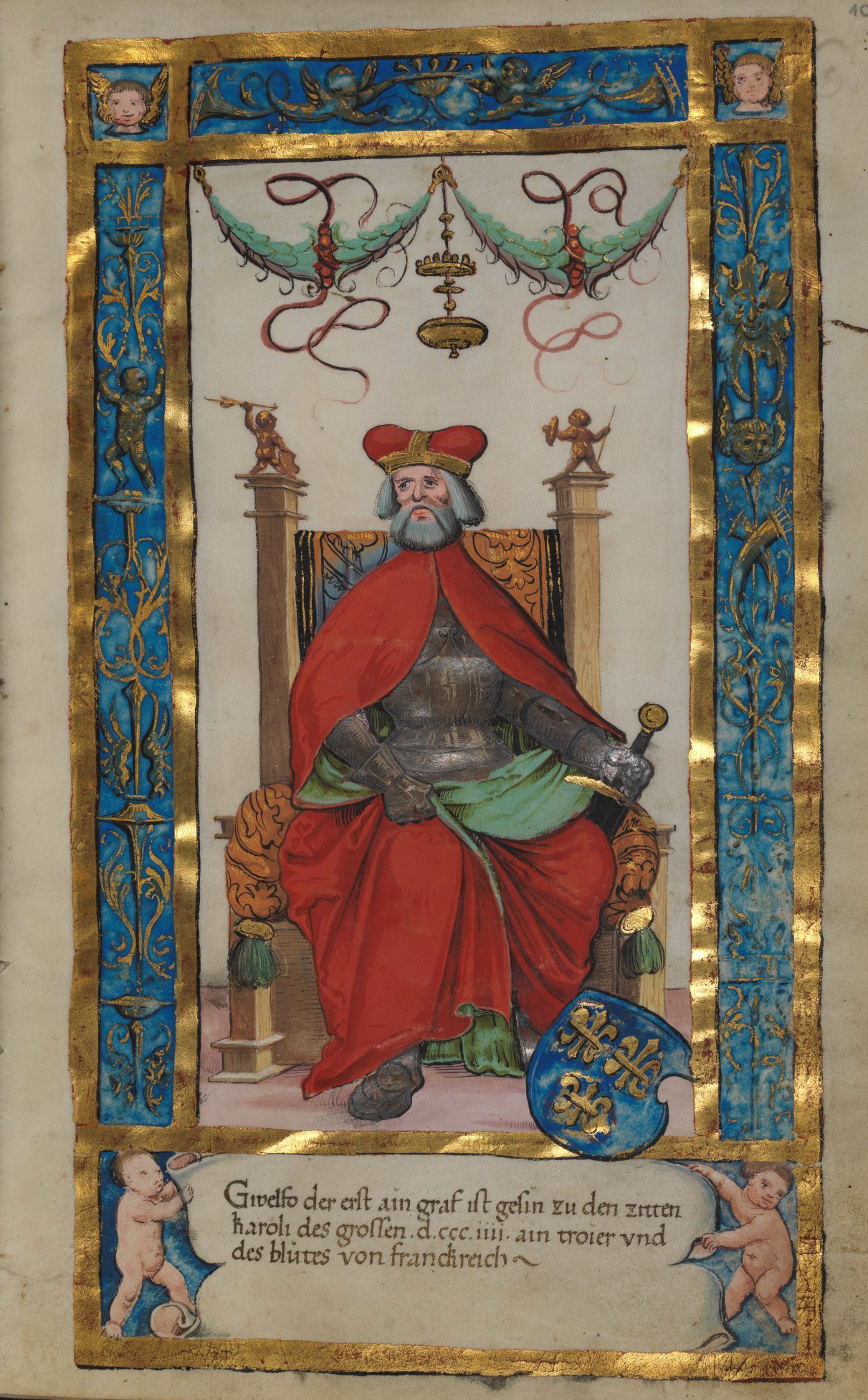
Welf I. im Weingartener Stifterbüchlein (um 1510)

Welf I. († 3. September eines unbekannten Jahres) ist der belegbare Urahn der Dynastie der Welfen und im Jahr 819 als Graf belegt.

## Biografie
Welf I. war mit der Sächsin Heilwig verheiratet, die um 826 (also wohl nach seinem Tod) als Äbtissin von Chelles genannt wird.
Sein Aufstieg begann mit den beiden Ehen, die er für seine beiden Töchter mit Mitgliedern der Familie der Karolinger schloss: Die ältere Judith heiratete Kaiser Ludwig den Frommen, während die jüngere Hemma dessen Sohn Ludwig den Deutschen ehelichte.

## Ehe und Kinder
Welf und Heilwig hatten mindestens vier Kinder:
- Judith, † 19. April 843; ⚭ Februar 819 Kaiser Ludwig der Fromme, † 20. Juni 840 (Karolinger)
- Rudolf I., † 6. Januar 866, 829 bezeugt, 849 Abt von Jumièges, 856 Abt von Saint-Riquier, 866 Graf von Ponthieu, begraben in Saint-Riquier, ⚭ Hruodun (Roduna), † nach 867
- Konrad I. († 21. September nach 862), 830 „dux nobilissimus“, 839 – nach 849 Graf im Argengau, 839 Graf im Alpgau, 844 Graf im Linzgau, 849 Graf von Paris, nach 860 Graf von Auxerre, ⚭ Adelheid 841–866 bezeugt, Tochter von Hugo Graf von Tours (Etichonen) und Bava (sie heiratete in zweiter Ehe Anfang 864 Robert den Starken (le Fort)), Graf von Tours und Paris (Kapetinger, Robertiner), † 15. September 866
- Hemma (* 808; † 31. Januar 876)[1], ⚭ 827 Ludwig der Deutsche, 843 König der Ostfranken